# Houston Laukko
Houston Laukko, född 27 mars 1988 på Laukko gård i Vesilax i Finland, död 6 augusti 2012, var en finländsk varmblodig travhäst som tävlade mellan 1990 och 1996. Han sprang in 1,2 miljoner euro på 103 starter, varav 33 segrar, 20 andraplatser och 12 tredjeplatser. Han tränades under hela tävlingskarriären av Pekka Yli-Houhala och kördes av Yli-Houhala eller Jorma Kontio.
Han är ansedd som en av de bästa finska travhästarna någonsin.

## Härstamning
Houston Laukkos far, Choctaw Brave var en av Finlands mest kända avelshingstar. Houston Laukos morfar, Express Pride är efter en av världens mest kända avelshingstar, Nevele Pride.

## Karriär

### Tävlingskarriär
Under sin tävlingskarriär ägdes Houston Laukko av Laukon Nmky. Houston Laukko segrade i bland annat Finskt Travderby (1992), Suur-Hollola-loppet (1993, 1994), Finskt mästerskap för varmblod (1994), Åby Stora Pris (1994), Hugo Åbergs Memorial (1995), Grand Critérium de Vitesse (1995), Grand Prix du Sud-Ouest (1996) och Prix de Chateaudun (1993). Han segrade även i travloppsserien European Grand Circuit (1995), och är till 2021 den enda finskfödda hästen att göra det.

### Avelskarriär
Sedan 1997 var Houston Laukko aktiv som avelshingst på Laukko gård i Vesilax i Finland. Houston Laukkos sista kull föddes 2007. Houston Laukko avlivades den 6 augusti 2012 på grund av en tumör som spridit sig till magen.